# Martin von Janson
Martin von Janson (* 5. Juni 1887 auf Schloss Gerdauen, Ostpreußen; † 29. Januar 1945 in Pillwen, Kreis Preußisch Eylau) war ein deutscher Diplomat.

## Leben
Martin von Jansons Eltern waren der Rittergutsbesitzer Alfred von Janson (1852–1943) und seine Frau Anna geb. Gräfin von Klinckowstroem (1863–1937), Tochter der Cécile von Below-Rutzau und des Landrates vom Kreis Gerdauen Graf Leonhard Carl Ludwig Felix von Klinckowström. Der General August von Janson war sein Großvater. Der Vater war Ehrenritter des Johanniterordens und besaß die Gutsbetriebe der alten Burg Gerdauen mit Alt- und Neuschloss mit rund 4882 ha Land.
Martin von Janson besuchte das Gymnasium in Insterburg und das Pädagogium Putbus. Nach der Ostern 1906 bestandenen Abiturprüfung, Mitschüler war u. a. Dietrich von Oertzen, begann er an der Rheinischen Friedrich-Wilhelms-Universität Rechtswissenschaft zu studieren. Im selben Jahr wurde er – wie Wilhelm von Gayl – im Corps Borussia Bonn recipiert. Als Inaktiver diente er ab dem 1. Oktober 1907 als Einjährig-Freiwilliger in der Preußischen Armee. In der Zeit war er wohl an der heimatlichen Albertus-Universität Königsberg eingeschrieben. Er bestand am 14. Oktober 1910 das Referendarexamen und trat am 1. November 1910 in den preußischen Justizdienst. Zwei Tage später wurde er in Heidelberg zum Dr. iur. promoviert. Am 29. Dezember 1911 wurde er zum Leutnant d. R. befördert. Am 18. Juni 1914 in den Auswärtigen Dienst (diplomatische Laufbahn) einberufen, kam er als Attaché an die Deutsche Botschaft (Sankt Petersburg). Ab 1. August 1914 nahm er im Deutschen Heer am Ersten Weltkrieg teil. Am 27. Dezember 1917 wurde er der Kommission für Gefangenenaustausch und Wirtschaftsfragen in St. Petersburg zugeteilt. Ab 19. Februar 1918 war er im Auswärtigen Amt kommissarisch beschäftigt in der Abt. IA (Politik). Im April 1918 zur Diplomatischen Vertretung in Moskau und im August 1918 zum Generalkonsulat Moskau entsandt, erlebte er den Abbruch der diplomatischen Beziehungen am 5. November 1918.
Ab 4. Februar 1919 war Janson in Königsberg i. Pr. Legationssekretär beim Reichskommissar für Ost- und Westpreußen und die noch besetzten russischen Gebiete. Er wurde am 12. September 1924 in den Auswärtigen Dienst wiedereinberufen und an das Generalkonsulat Posen entsandt. Seit dem 9. Oktober 1925 Vizekonsul, war er mit der Amtsbezeichnung Legationssekretär in den Gesandtschaften in Belgrad und Prag (1926) und wieder in Belgrad (1930, Dienstantritt am 25. April 1931). Seit 1931 und 1933 Gesandtschaftsrat II. und I. Klasse, trat er zum 1. August 1937 in die NSDAP ein (Mitgliedsnummer 4.009.252). Als Generalkonsul im Range eines Botschafters wurde er am 26. April 1938 in die Freie Stadt Danzig entsandt. Durch den Überfall auf Polen wurde das Generalkonsulat im September 1939 zur Dienststelle des Auswärtigen Amtes in Danzig. Janson führte die Geschäfte vom 6. Juni bis zum 11. Dezember 1939. Fortan im Auswärtigen Amt, wurde er am 4. März 1940 in der Kulturpolitischen Abteilung Referatsleiter Sprachen/Sprachangelegenheiten. Ab 25. Januar 1941 war er in Prag Vertreter des Auswärtigen Amtes beim Reichsprotektor in Böhmen und Mähren. Seit dem 8. September 1941 beurlaubt und seit dem 22. Januar 1942 noch einmal im Auswärtigen Amt, wurde er am 9. November 1943 in den einstweiligen Ruhestand versetzt.
Martin von Janson war zweimal verheiratet, zuerst mit Olga Lory (1895–1923). Aus dieser Ehe stammt der Sohn Gerd von Janson (1922–1943), verheiratet mit Christa von Gottberg, Tochter des SS-Generals Curt von Gottberg. Die zweite Ehe schloss Martin von Janson 1930 mit Vibeke Eilersen (1903–1978), sie hatten vier Kinder. Jansons Tante Marie (1857–1937) war mit dem Militärarzt Walther Stechow verheiratet.
Seine drei Rittergüter Borken, Pillwen und Schönklitten beinhalteten gesamt 1219 ha, Stand 1932. Hauptwohnsitz war zuerst Borken, nach 1930 Pillwen. Als die Rote Armee Ostpreußen eroberte, wurde Martin von Janson als Rittergutsbesitzer von Borken und Pillwen im Alter von 57 Jahren von den Soldaten der Roten Armee ermordet. Seine Witwe lebte zuletzt in der Schweiz.